# Madschlis
Madschlis (arabisch مجلس, DMG maǧlis, auch Majlis) bedeutet so viel wie „Ort des (Zusammen)Sitzens“, „(Raum der) Zusammenkunft“ und bezeichnete in vorislamischer Zeit eine Versammlung der führenden Stammesmitglieder.

## Politik und Religion
Mit diesem Wort werden Versammlungen legislativen oder deliberativen Charakters in vielen, vornehmlich islamischen Staaten bezeichnet. In vielen Staaten mit kulturellen oder sprachlichen Verbindungen zur islamisch-arabischen Welt ist Madschlis gleichbedeutend mit Parlament, zum Beispiel auf den Malediven (siehe Madschlis (Malediven)), in Kasachstan (siehe Mäschilis), in Usbekistan (siehe Oliy Majlis) und in Iran (siehe Madschles). Der Wortbedeutung und Wortherkunft nach bezeichnet „Madschlis as-Schura“ eine beratende Versammlung bzw. Kammer (vgl. auch Schūrā).
Als Madschlis wird – insbesondere im schiitischen Kontext – ein besonderes religiöses Zusammentreffen in Erinnerung an Al-Husain ibn 'Alī, den Sohn Alis und Enkel des Propheten Mohammed bezeichnet.

## Madschlis im privaten Kontext
Madschlis ist auch das arabische Wort für ein Privatzimmer, in dem die Familie Gäste bewirtet, frei übersetzbar mit „Wohnzimmer“ in seiner heutigen Funktion und Bedeutung (vgl. den englischen Begriff sitting room, dem eine ähnliche Wortherkunft zugrunde liegt), vor allem in traditionellen Gesellschaften, insbesondere solchen, die eine strikte Form der Geschlechtertrennung praktizieren (vgl. auch Parda).

## Musikvorführungen
Bereits in der abbasidischen Ära wurden Musikantengruppen als Madschlis bezeichnet (in der arabischen Welt musizieren Musiker traditionellerweise oft gemeinsam im Sitzen). Diese Bedeutung des Wortes hat sich in veränderter Form bis heute erhalten, so wenn verdeutlichend von der adabi madschlis (künstlerische Madschlis) gesprochen wird. Hierbei handelt es sich um ein Zusammentreffen, um künstlerischen oder intellektuellen Austausch zu pflegen, vielleicht am besten vergleichbar mit einem bürgerlichen Literarischen Salon.